# Геркинг, Вим
Вилхелмюс Йоханнес (Вим) Геркинг (нидерл. Wilhelmus Johannes "Wim" Geerking; 20 ноября 1921, Амстердам — 30 июня 1983, там же) — нидерландский футболист, игравший на позициях защитника и нападающего, выступал за амстердамские команды «Аякс» и ВВА.

## Спортивная карьера
В 1930-х годах начинал играть за футбольный клуб «Де Герман» из Амстердама. На тот момент он проживал в западной части города по адресу Ассенделфтстрат 21. В январе 1939 года запросил перевод в клуб ДВС, но спустя четыре месяца отозвал свою заявку. В сезоне 1941/42, когда «Де Герман» выступал в третьем классе чемпионата Нидерландов, он был капитаном команды. В декабре 1942 года подал запрос на переход в «Аякс» и уже в следующем году присоединился к команде.
За основной состав «Аякса» дебютировал 24 октября 1943 года в выездном матче чемпионата Нидерландов против клуба ВУК, сыграв в защите с Яном Потхарстом. В первом тайме амстердамцы забили дважды, счёт на 35-й минуте открыл Геррит Фишер, а незадолго до перерыва Гюс Дрегер увеличил преимущество. Во втором тайме хозяевам поля удалось сравнять счёт — 2:2. В следующем туре вновь вышел в стартовом составе — на домашнем стадионе «Де Мер» его команда уступила команде «’т Гой» со счётом 1:4. В дебютном сезоне Вим принял участие только в двух встречах чемпионата. В составе второй команды «Аякса» в том сезоне он стал чемпионом резервного первого класса. В конце мая 1944 года принял участие в нескольких выставочных матчах «Аякса», который был представлен в основном резервными игроками, включая Хенни Мейера, Йопа Келлера и Вима Класена.
В сезоне 1945/46 сыграл в двух матчах чемпионата. Впервые в сезоне в играх чемпионата появился на поле 5 мая 1946 года в гостевой встрече с командой Гермес ДВС, а в следующем туре, 19 мая, против ДОС сыграл последнюю игру за «Аякс».
В 1946 году вернулся в клуб «Де Герман», а в декабре 1947 года подал запрос на переход в ВВА. В августе 1948 года получил разрешение сменить команду. В составе клуба выступал на протяжении четырёх сезонов, играл на позиции нападающего. В сезоне 1948/49 вышел с командой во второй класс чемпионата. В сентябре 1950 года на турнире Кубок АРОЛ отметился голом в ворота «Аякса» — в полуфинале ВВА одержал крупную победу счётом 5:1.

## Личная жизнь
Отец — Вилхелмюс Йоханнес Геркинг, мать — Элизабет Пронк. Родители были родом из Амстердама, они поженились в августе 1921 года — на момент женитьбы отец был рабочим. В их семье воспитывалась ещё младшая дочь Элизабет Корнелия, родившаяся в 1923 году.
Женился в возрасте двадцати четырёх лет — его супругой стала 20-летняя Кристина Дора Кайзер, уроженка Амстердама. Их брак был зарегистрирован 22 августа 1946 года. В 1947 году родилась дочь по имени Вилхелмина Элизабет.
Умер 30 июня 1983 года в Амстердаме в возрасте 61 года.

## Статистика по сезонам
| Клуб | Сезон   | Чемпионат Нидерландов | Чемпионат Нидерландов | Кубок Нидерландов | Кубок Нидерландов | Итого | Итого |
| Клуб | Сезон   | Игры                  | Голы                  | Игры              | Голы              | Игры  | Голы  |
| ---- | ------- | --------------------- | --------------------- | ----------------- | ----------------- | ----- | ----- |
| Аякс | 1943/44 | 2                     | 0                     | ?                 | ?                 | 2     | 0     |
| Аякс | 1945/46 | 2                     | 0                     | ?                 | ?                 | 2     | 0     |
| Аякс | Итого   | 4                     | 0                     | ?                 | ?                 | 4     | 0     |